# Kapangan
Kapangan est une municipalité philippine de la province de Benguet.
On compte 15 barangays :
- Balakbak
- Beleng-Belis
- Boklaoan
- Cayapes
- Cuba
- Datakan
- Gadang
- Gasweling
- Labueg
- Paykek
- Poblacion Central
- Pudong
- Pongayan
- Sagubo
- Taba-ao